# 악인가
"악인가"는 1967년 공개된 대한민국의 영화이다.

## 배역
- 고은아
- 독고성
- 이예춘
- 윤일봉